# کارینداسیلین
کارینداسیلین (INN)، که با نام کاربنیسیلین ایندانیل (USAN) نیز شناخته می‌شود یک آنتی‌بیوتیک پنی سیلینی است. این ماده یک پیش‌دارو از کاربنی سیلین محسوب می‌شود.
به صورت خوراکی و به شکل نمک سدیم تجویز می‌شود. این آنتی بیوتیک دیگر در ایالات متحده به بازار عرضه نمی‌شود، اما قبلاً توسط شرکت فایزر تحت نام تجاری Geocillin به بازار عرضه می‌شد. 

## برابرهای انگلیسی
1. ↑  Carindacillin
2. ↑  Carbenicillin indanyl